# 三翅萼属
三翅萼属（学名：Legazpia）是玄参科下的一个属，为草本植物。该属共有2种，分布于亚洲东南部至大洋洲。